# Coloncus
Coloncus és un gènere d'aranyes araneomorfes de la subfamilia Erigoninae, dins de la família Linyphiidae.
Fou descrit per primera vegada per Ralph Vary Chamberlin l'any 1949.

## Distribució
Es pot trobar a l'Amèrica del Nord.

## Llista d'espècies
Segons The World Spider Catalog 12.0:
- Coloncus americanus (Chamberlin & Ivie, 1944)
- Coloncus cascadeus Chamberlin, 1949
- Coloncus ocala Chamberlin, 1949
- Coloncus pius Chamberlin, 1949 (Espècie tipus)
- Coloncus siou Chamberlin, 1949